# Steve Ogrizovic
Steven "Steve" Ogrizovic (Mansfield, 12 de setembro de 1957) é um ex-futebolista britânico que atuava como goleiro.

## Carreira
Iniciou sua carreira profissional em 1977, pelo Chesterfield. Seu desempenho com a camisa 1 dos Spireites (onde jogou 16 partidas) levou a ser contratado pelo poderoso Liverpool, ainda em 1977.
Em 1982, após a desastrosa passagem pelos Reds, resumida a 4 partidas, Ogrizovic foi repassado ao Shrewsbury Town, pelo qual entrou em campo 84 vezes. Em 1987, foi contratado pelo Coventry City por 72.500 libras. 
Durante o final dos anos 1980 e início da década de 1990, foi considerado o melhor goleiro do campeonato sem ter disputado uam temporada completa no futebol inglês. Embora fosse frequentemente cogitado para defender a Seleção Inglesa, sendo elogiado inclusive por Bobby Robson e Taylor Graham, ele nunca foi convocado, além de ter rejeitado uma proposta para jogar pela Iugoslávia, onde possui origens. Especialistas dizem que a falta de chances numa seleção não era em decorrência de sua falta de habilidade, e sim pela idade avançada (quando assinou com os Sky Blues, o goleiro estava com 29 anos).
Aos 40 anos, Ogrizovic ainda era o goleiro do Coventry na temporada 1997–98, e foi o jogador mais velho a atuar em uma partida da Premier League Para que pudesse cumprir seu contrato até o fim, Ogrizovic teve que largar o fumo como uma das condições. Nos anos seguintes, Ogrizovic passaria a ser segunda opção depois da chegada do sueco Magnus Hedman. Durante a temporada 1999–00, Ogrizovic finalmente se aposentaria, com 42 anos de idade e 507 partidas, além de um gol (o único de sua carreira, feito em 1986). Pouco depois, assumiu as categorias de base da agremiação.
Após 16 temporadas vestindo a camisa 1 do Coventry, Ogrizovic teve o privilégio de ganhar uma Copa da Liga Inglesa, mas nunca disputou um torneio de clubes de maior destaque, em virtude da sanção imposta aos clubes ingleses por causa da tragédia de Heysel, em 1985. Das 16 temporadas em que Oggy esteve presente, em sete vezes o Coventry flertava com o rebaixamento, o que iria ocorrer apenas em 2001, um ano após a aposentadoria do goleiro, que permaneceu na comissão técnica da equipe até 2019, trabalhando como treinador da base, preparador de goleiros e técnico do time B - ele também chegou a comandar os Sky Blues interinamente 2 vezes, em 2002 e 2004.

## Títulos
Liverpool
- Liga dos Campeões da UEFA: 2 (1977–78 e 1980–81)
- Supercopa da Inglaterra: 2 (1979 e 1980)

Coventry City
- Copa da Inglaterra: 1 (1986–87)

## Links
- Perfil de Steve Ogrizovic - Soccerbase (em inglês)